# Storenomorpha nupta
Storenomorpha nupta är en spindelart som beskrevs av Rudy Jocqué och Robert Bosmans 1989. Storenomorpha nupta ingår i släktet Storenomorpha och familjen Zodariidae.
Artens utbredningsområde är Myanmar. Inga underarter finns listade i Catalogue of Life.